# 霍叔処
霍叔処（霍叔處、かくしゅくしょ）は、周の文王の八男。西周の諸侯である霍の初代の君主。

## 概要
武王が殷を滅ぼすと、叔処は霍（現在の山西省霍州市）に封じられ、帝辛（紂王）の子の武庚を監視する任を与えられた。叔処は管叔鮮、蔡叔度とともに周初の三監と称された。
成王のとき、三監は共同して紂王の子の武庚を擁して三監の乱を起こしたが敗北し、霍叔処は周公旦によって庶人に落とされた。霍叔処の子が霍に封じられて後を継いだ。